# دایسوکه ایشیزو
دایسوکه ایشیزو (انگلیسی: Daisuke Ishizu؛ زادهٔ ۱۵ ژانویهٔ ۱۹۹۰) بازیکن فوتبال اهل ژاپن است.
از باشگاه‌هایی که در آن بازی کرده‌است می‌توان به باشگاه فوتبال آویسپا فوکوئوکا و باشگاه فوتبال ویسل کوبه اشاره کرد.